# Lipljan
Lipljan (v srbské cyrilici Липљан, albánsky  Lipjan) је město v centrální části Kosova, nedaleko Prištiny. Administrativně spadá pod Prištinský okruh. V roce 2011 mělo město 6870 obyvatel.
Město se rozkládá v údolí řeky Sitnica na silničním i železničním tahu z Prištiny, resp. Kosova Pole směrem na Uroševac (Ferizaj), na jih Kosova. Název města odkazuje na starověké město Ulpiana, které se nacházelo v blízkosti dnešního Lipljanu a nedaleko Gračanice.
Město existovalo ještě před příchodem Turků na Balkán. Rozšiřovat se začalo až v 70. letech 19. století v souvislosti s výstavbou železniční trati přes Kosovo. Z města pocházel albánský středověký bojovník Lekë Dukagjini.
Nedaleko od Lipljanu se nachází Mramorová jeskyně.